# Al-Qusiyya
Al-Qusiyya oder häufiger El Quseyya (auch Qus und Cusae; القوصية al-Qūsiyya, DMG al-Qūṣīya) ist eine von elf Städten im ägyptischen Gouvernement Asyut und Verwaltungszentrum des gleichnamigen Bezirks. Sie befindet sich auf der Nilwestseite zwischen den Stätten Dairut und Manfalut, nördlich von Asyut und hat ca. 68.000 Einwohner.
Auch wenn bis heute nicht archäologisch nachgewiesen, so vermutet man, dass sich die heutige Stadt an der Stelle der altägyptischen Stadt Qus erhebt, was sich bereits aus der Namensähnlichkeit ergibt.

## Geschichte

### Pharaonische Zeit
Koordinaten: 27° 26′ 40″ N, 30° 49′ 0″ O
Aus Inschriften ist die Stadt Qus seit dem Alten Reich belegt. Sie ist Hauptstadt des 14. oberägyptischen Gaus. Sie ist das Kultzentrum der Göttin Hathor, Herrin von Qus.
Archäologisch ist diese Stadt nicht belegt. Es sind aber zwei ihrer Friedhöfe bekannt: Meir, ca. 12 km westlich der heutigen Stadt, und Qusair al-Amarna auf der Nilostseite. Während der letztere Friedhof nur im Alten Reich und auch nur von wenigen Beamten benutzt wurde, ist die Nekropole von Meir zumindest im Alten Reich (6. Dynastie), im Mittleren Reich (12. Dynastie) und in griechisch-römischer Zeit genutzt worden.
König Kamose berichtet, dass bis zum Ende der zweiten Zwischenzeit die Handelswege der Hyksos bis nach Qus reichten, um in dieser Region Materialien aus den Steinbrüchen nach Retjenu transportieren zu lassen.

### Griechisch-römische Zeit
Im vierten und fünften Jahrhundert n. Chr. war hier die römische Legion II Flavia Constantia stationiert.

### Christliche Zeit
Cusae ist der südlichste Punkt bei der Flucht der Heiligen Familie nach Ägypten, wo sie ca. 6 Monate Unterschlupf fand.
Heute gibt es mit dem (Kloster) ad-Dair al-Muharraq ca. 15 km westlich der Stadt ein bedeutendes religiöses Zentrum und Pilgerstätte.

## Persönlichkeiten
- Athanasios Abadir (1922–1992), koptisch-katholischer Bischof
- Morqos Thomas Esam William Bolos Faragalla (* 1967), koptisch-katholischer Geistlicher und Bischof von Al Qusia